# Каругате
Каругате (итал. Carugate) је насеље у Италији у округу Милано, региону Ломбардија.
Према процени из 2011. у насељу је живело 13421 становника. Насеље се налази на надморској висини од 149 м.

## Становништво
| 1931. | 1936. | 1951. | 1961. | 1971. | 1981. | 1991.  | 2001.  | 2011.  |
| ----- | ----- | ----- | ----- | ----- | ----- | ------ | ------ | ------ |
| 3.656 | 3.894 | 4.748 | 5.698 | 7.936 | 9.988 | 10.814 | 12.635 | 14.175 |